# 構築
| ウィキペディアには「構築」という見出しの百科事典記事はありません（タイトルに「構築」を含むページの一覧/「構築」で始まるページの一覧）。 代わりにウィクショナリーのページ「構築」が役に立つかもしれません。 |